# Agrupació europea d’interès econòmic
Una Agrupació europea d'interès econòmic, en l'acrònim AEIE, és una figura creada en l'ordenament europeu a partir del Reglament CEE núm. 2137, de 25 de juliol 1985.
Es tracta d'una figura jurídica impulsada per la Unió europea que pren com a referència el francès GIE (groupement de intérêt économique), amb l'objectiu d'unir les coneixences i els recursos d'actors econòmics d'almenys dos països pertanyents a la Unió. En les intencions dels legisladors europeus, això hauria de permetre a petites i mitjanes empreses de poder participar en projectes més grans que el que les seves dimensions individuals permetrien.
Tanmateix, la finalitat de l'AEIE no és obtenir un benefici, tot i que no està prohibit, sinó més aviat proporcionar una ajuda a les activitats de les empreses europees que la constitueixen.
La característica principal d'una AEIE és que ha de ser constituïda per entitats d'almenys dos països pertanyents a la Unió Europea, mentre no és permesa la participació d'entitats de països tercers; a més, de moment de la constitució, es pot decidir si preveure, o no, un horitzó temporal predeterminat a l'AEIE.
El legislador europeu va deixar un ample marge de maniobra per a les operacions de l'AEIE, per tal com els Estats membres individualment haurien hagut d'uniformar aquesta nova mena d'entitat a les ja existents en les diverses legislacions estatals. Així en alguns estats, com França, les AEIE han estat assimilades a ens estatals amb les mateixes característiques (els citats GIE); en d'altres països, han estat constituïts grups nacionals d'interès econòmic.
Òbviament, aquest fet ha comportat que les normatives relatives les AEIE differissin també d'estat a estat. De totes passades, una AEIE se sotmet a la legislació de l'Estat on és situada la seu que, per aquest motiu, ha de ser declarada en l'acte constitutiu.